# Aquilino González Podestá
Aquilino González Podestá (Buenos Aires, 1934) es un arquitecto argentino y vecino del barrio porteño de Caballito, es miembro fundador y presidente emérito de la Asociación Amigos del Tranvía, organización en la cual se desempeñó como presidente desde su fundación en 1976 hasta su retiro en el año 2015. Desde el año 2004 es presidente de la Junta de Estudios Históricos de Caballito.En el año 2003 fue declarado Ciudadano Ilustre de la Ciudad de Buenos Aires por la legislatura porteña.